# Quiver (Album)
Quiver ist ein Jazzalbum von Ron Miles mit Bill Frisell und Brian Blade. Die im September 2011 im Mighty Fine Productions Studio, Denver bzw. im Dazzle Jazz Club, Denver entstandenen Aufnahmen erschienen am 12. Oktober 2012 auf dem deutschen Label Enja/Yellowbird Records.

## Hintergrund
Der Trompeter Ron Miles nahm sein Album Quiver mit seinen Kollegen, dem Gitarristen Bill Frisell und dem Schlagzeuger Brian Blade größtenteils im Studio in Denver auf; drei Stücke wurden im Dazzle Jazz Club mitgeschnitten. Miles und Frisell hatten zuvor an einer Reihe von Projekten gearbeitet, darunter The Trumpeter's Heaven (Sterling Circle, 2002). Neben Eigenkompositionen des Trompeters spielte das Trio eine Interpretation von Fred Fishers „There Ain't No Sweet Man That's Worth the Salt of My Tears“ aus den 1920er Jahren, bekannt in den Versionen u. a. von Bix Beiderbecke/Bing Crosby, Annette Hanshaw, Libby Holman und Paul Whiteman.

## Titelliste
- Ron Miles, Bill Frisell, Brian Blade: Quiver (Enja Records yeb-7728, Yellowbird yeb-7728)[1]

1. Bruise 9:30
2. Queen B 6:25
3. Mr. Kevin 5:55
4. There Ain't No Sweet Man That's Worth The Salt of My Tears (Fred Fisher) 10:49
5. Just Married 7:00
6. Doin’ the Voom Voom (Duke Ellington) 6:16
7. Days of Wine and Roses (Henry Mancini) 10:04
8. Rudy-Go-Round 6:02
9. Guest of Honor 4:16

Wenn nicht anders vermerkt, stammen die Kompositionen von Ron Miles.

## Rezeption

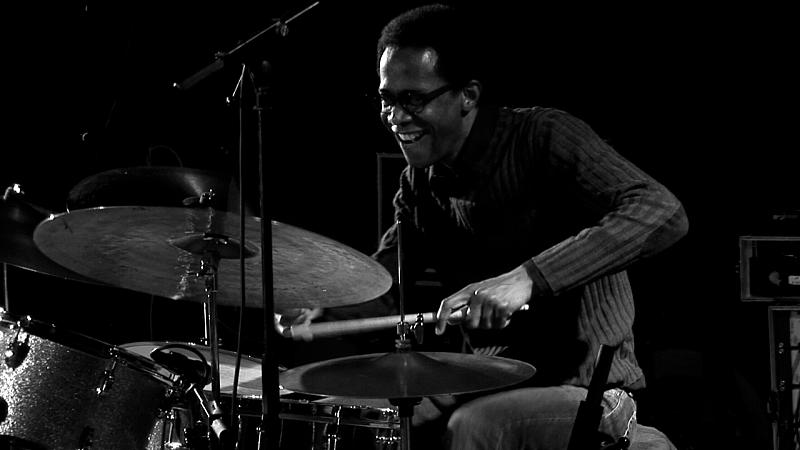
Brian Blade beim INNtöne Jazzfestival 2006

Wie Bill Frisells Disfarmer (Nonesuch, 2009) und Brian Blades Mama Rosa (Verve, 2009) zelebriere Quiver die ikonischen Klänge von Americana und stelle ihren historischen und zeitgenössischen Kontext gegenüber, meinte Mark F. Turner, der das Album in All About Jazz rezensierte. Die freundschaftliche Atmosphäre der ausgelassenen Live-Aufnahme von „Just Married“, gefüllt mit Miles’ sanftem Schnurren und Frisells lebhaftem Schwirren, und einer anregenden Coverversion von Duke Ellingtons swingendem „Doin‘ the Voom Voom“, mit Blade, liefere kunstvolle Trommelschläge und Shuffles, und die Abstürze aus dem melodiösen Thema seien nur einige der frischen Ideen, die aus den Wurzeln von Pop, Blues und Jazz gewonnen würden. Das Album verkörpere Ron Miles’ Stil, der leise seine Spuren als mustergültiger Trompeter hinterlasse.
Jeff Tamarkin schrieb in JazzTimes, Quiver bleibe robust und einnehmend, auch wenn die Spieler ein gegenseitiges Verständnis für den Wert von Freiraum zeigen würden, und wenn es den Anschein habe, dass ein Trompeten-Gitarren-Schlagzeug-Trio besonders hart arbeiten müsse, um zu glänzen, passiere das auf ganz natürliche Weise, wobei niemand nach Komplexität strebe.
Fred Kaplan (Stereophile) meinte, dies sei ein Trio-Album, so seltsam wie sein Name, dessen Musik eine großartige Intimität zeige; die Instrumente seien lebendig und natürlich dargeboten. Dies sei eine äußerst sympathische Aufnahme.
In der NPR-Rezension von Michelle Mercer heißt es: „Eine ruhige Zielstrebigkeit durchdringt Quiver, die erfrischend frei von Konzepten oder Hintergrundgeschichten ist. Wenn so scharfsinnige und reaktionsschnelle Musiker wie Ron Miles, Bill Frisell und Brian Blade zusammenkommen, ist das Ergebnis großartig.“